# スティーヴン・オカザキ
スティーヴン・オカザキ (Steven Okazaki、1952年3月12日 – ) は、アメリカ合衆国カリフォルニア州出身の映画監督。日系三世。

## 略歴
- 1970年代半ばからドキュメンタリー制作に携わる。
- 1982年：広島・長崎の原爆被爆者を扱った "Survivors" で高い評価を得る。
- 1986年：日系人の強制収容を扱った『公式命令9066／日本人強制収容所』 "Unfinished Business" でアカデミー短編ドキュメンタリー映画賞にノミネート。
- 1987年：日本人留学生と日系アメリカ人との文化的差異を描いたロマンティック・コメディ『リビング・オン・TOKYO・タイム』 "Living on Tokyo Time" はサンダンス映画祭で上映された。
- 1991年：日系二世の女性と結婚し、大戦中に夫と共に強制収容所に入った白人女性の生涯を追ったドキュメンタリー『収容所の長い日々/日系人と結婚した白人女性』(Days of Waiting: The Life & Art of Estelle Ishigo) でアカデミー短編ドキュメンタリー映画賞を受賞した。
- 2006年：原爆投下から60年後の広島を描いた『マッシュルーム・クラブ』 "The Mushroom Club" で再び同賞にノミネートされた。
- 2007年：原爆被爆者や米国側の関係者のインタビューをまとめた『ヒロシマナガサキ』を制作するなど、現在でも精力的に活動している。

## 作品
- MIFUNE: THE LAST SAMURAI　2016 監督・プロデューサー・脚本・編集
- ヒロシマナガサキ　2007　監督・製作・編集
- マッシュルーム・クラブ 2005 監督・製作・脚本・撮影・編集
- 収容所の長い日々／日系人と結婚した白人女性 1990 監督
- リビング・オン・ＴＯＫＹＯ・タイム 1987 監督・脚本・撮影
- 公式命令９０６６／日本人強制収容所 1984 TVM 監督